# 諾基亞801T
諾基亞801T是諾基亞生產的平板式智能手機，2011年6月13日發布。

## 規格
| 類型     | 智能手機                                                                |
| 手機規格 | 平板式                                                                  |
| 尺寸     | 高度：125.2（4.93英寸）；寬度：65.0（2.56英寸）；厚度：12.8（0.50英寸） |
| 重量     | 170.0克（6.00盎司）                                                     |
| 操作系統 | Symbian Anna                                                            |
| 電池     | 1300 mAh                                                                |
| 顯示器   | 4.0英寸（100）                                                          |